# Каламарія
Каламарія (грец. Καλαμαριά) — муніципалітет в Греції, найбільше за величиною передмістя Салонік та одне з найбільших міст Греції.

## Історія
Перші стоянки людини на території сучасної Каламарії дослідники відносять до доісторичної доби. Ними виявлені залишки поселення навколо мису Карабурнакі. Власне ім'я Каламарія вперше згадується 1083 року на позначення області на південний схід від Салонік (кордони її відрізнялися від сучасних кордонів муніципалітету). У візантійську і османську добу район Каламарії залишався малозаселеним, за винятком декількох рибальських поселень.
Перше поселення тут створено на початку 1920-х років біженцями з Туреччини, а також переселенцями з Малої Азії після греко-турецького обміну населенням. За сучасними підрахунками, до Салонік переїхало близько 100 тисяч біженців, понтійці переважно селилися в Каламарії, і донині місто залишається населеним здебільшого понтійськими греками або їх нащадками.

## Населення
| Рік  | Населення |
| ---- | --------- |
| 1981 | 51,676    |
| 1991 | 80,698    |
| 2001 | 87,255    |

## Спорт
| Клуб               | Ліга                    | Майданчик         | Місткість | Заснований |
| ------------------ | ----------------------- | ----------------- | --------- | ---------- |
| Аполлон, Каламарія | Дельта Етнікі — футбол  | стадіон Каламарії | 7 000     | 1926       |
| Аполлон, чоловіки  | A2 Етнікі — баскетбол   |                   |           |            |
| Аполлон, жінки     | A1 Етнікі — баскетбол   |                   |           |            |
| Аполлон, Каламарія | Перша ліга — водне поло |                   |           |            |

## Міста-побратими
- Саранда,  Албанія
- Дімітровград,  Болгарія
- Пафос,  Кіпр
- Клірвотер,  США
- Ліптовскі Мікулаш,  Словаччина